# 万代真奈美
万代 真奈美（まんだい まなみ、1998年5月17日 - ）は、日本の女子バレーボール選手である。

## 来歴
島根県松江市出身。ママさんバレーの影響で小学3年生からバレーボールを始める。
2014年、就実高等学校に進学。同年、U-18日本代表に選出され、アジアユース選手権に出場。チームは金メダルを獲得した。2015年も、U-18日本代表に選出され、世界ユース選手権に出場した。2017年1月、全日本高等学校選手権大会（春高バレー）で準優勝を果たす。
2017年、筑波大学に進学。同年、春季関東大学1部リーグで優勝。同年の全日本大学選手権大会（全日本インカレ）で準優勝し、自身は1年生にしてセッター賞を受賞した。2018年と2019年で全日本インカレ連覇を果たし、3年連続でのセッター賞受賞となった。2020/21シーズン、V.LEAGUE DIVISION1 WOMEN（V1女子）に所属する久光スプリングスの内定選手となった。
2021年、大学卒業後に、久光スプリングスに入団した。2022-23シーズンにV1女子の試合に出場し、Vリーグデビューを果たした。
2023年、久光スプリングスの副キャプテンに就任した。2022-23シーズンまでの試合出場は僅か1試合（ベンチ入りは3試合）に留まっていたが、井上美咲の現役引退により、第2セッターとして万代に白羽の矢が立ち、同年のアジアクラブ選手権とV・サマーリーグ女子西部大会では経験を積ませるチームの方針で試合に多く出場した。

## 球歴
- U-18日本代表
  - アジアユース選手権 - 2014年
  - 世界ユース選手権 - 2015年

## 所属チーム
- 就実高等学校（2014-2017年）
- 筑波大学（2017-2021年）
- 久光スプリングス/SAGA久光スプリングス（2021年-）

## 受賞歴
- 2017年 - 全日本大学選手権大会 セッター賞
- 2018年 - 全日本大学選手権大会 セッター賞
- 2019年 - 全日本大学選手権大会 セッター賞